# Accord sur les aspects des droits de propriété intellectuelle qui touchent au commerce
L'Accord sur les aspects des droits de propriété intellectuelle qui touchent au commerce (ADPIC, en anglais, Agreement on Trade-Related Aspects of Intellectual Property Rights : TRIPS) est un texte annexé à l'Accord instituant l'Organisation mondiale du commerce (OMC). Il a pour but d'intégrer les droits de propriété intellectuelle (droits d'auteur, marques de fabrique ou de commerce, brevets, etc.) dans le système de l'OMC. Cet accord applique les principes du système commercial aux droits de propriété intellectuelle.

## Histoire
Historiquement, le GATT n'inclut pas la question de la propriété intellectuelle dans ses prérogatives, l'accord de 1947 prévoyant une exception aux règles du GATT sur la question. En 1967, l'Organisation mondiale de la propriété intellectuelle est créée, mais cette dernière n'inclut pas de procédure de règlement des différends commerciaux sur la propriété intellectuelle. La question commence à être intégrée dans les négociations des accords du GATT dans les années 80, principalement menées par les États-Unis et l'Union européenne, avant d'être intégrée aux négociations du cycle d'Uruguay, où les pays développés se sont opposés aux pays en développement notamment l'Inde et le Brésil, qui ne souhaitaient qu'une intégration minimale de la question de la propriété intellectuelle dans ces négociations. En parallèle, les États-Unis ont contraint les pays en développement à légiférer sur la propriété intellectuelle de manière compatible avec leurs souhaits, en intégrant ce critère pour pouvoir entrer dans leur système généralisé de préférences. Ainsi qu'en utilisant la Section 301 comme mesure de représailles contre les pays ne luttant pas contre la contrefaçon. Ce qui permettra inclut la question de la propriété intellectuelle.

### Accord
Adopté le 15 avril 1994, le texte est entré en vigueur le 1er janvier 1995. Il inclut le principe non-discrimination nationale et du traitement de la nation la plus favorisée, principes généraux des accords du GATT, qui sont étendus à la question de la propriété intellectuelle. Il prévoit une coopération dans trois domaines principaux : la notification et traduction des lois et réglementations, et accès à ces textes, l'application des procédures destinées à protéger les emblèmes nationaux et la coopération technique.
L'ADPIC incorpore des éléments de la Convention de Paris pour la protection de la propriété industrielle, de la Convention de Berne pour la protection des œuvres littéraires et artistiques, de la Convention des phonogrammes de Genève et de la Convention de Rome sur la protection des artistes
. Il inclut donc une durée de protection minimum de 50 ans après la mort de l'auteur de l'œuvre, protection mise en place par la convention de Berne. Il complète la convention de Paris sur le droit des marques, en définissant une protection de durée indéfinie et une possibilité de radiation de cette protection de la marque après 3 ans de non-utilisation. L'accord intègre pour la première fois dans un accord international une protection des appellations d'origine, ainsi que sur les dessins industriels. L'accord intègre des protections sur les brevets. Il intègre également les dispositions établies par le traité sur la propriété intellectuelle en matière de circuits intégrés, dit Traité de Washington de 1989, qui permet une protection de schéma des circuits imprimés pendant 10 ans,.

## Dispositions spécifiques

### Accès aux médicaments
L'accord induit une interdiction qui est faite aux pays en développement de fabriquer des médicaments génériques contre le sida ou à des pandémies plus généralement, à un coût accessible à leurs populations. Cela a poussé en 2001 les pays du Sud à s'unir via une déclaration pour revendiquer une renégociation en profondeur de cet accord et finalement une exception à ADPIC est adopté par le Conseil général de l'OMC en août 2003, concernant les médicaments nécessaires en cas d'urgences nationales. Néanmoins, l'accord multilateral ADPIC signé en 1994 autorise les licences obligatoires en cas d'urgence sanitaire. En 2005, un amendement est mis en place pour que cette dérogation soit définitive, amendement qui est encore en 2013 en cours de ratification pour être pleinement applicable.

#### Déclaration du Mercosur concernant la grippe H1N1
En juillet 2009, le Mercosur élargi (Argentine, Brésil, Paraguay, Uruguay, Venezuela, Bolivie et Chili) a adopté une déclaration réclamant la suspension des brevets afin de pouvoir produire les vaccins contre la grippe H1N1, exigeant l'adoption des mesures (plus ou moins) prévues par l'ADPIC afin de « flexibiliser » les règles sur les brevets en cas de pandémie,,.

### Indications géographiques
L'ADPIC établit un certain nombre de dispositions relatives aux indications d'origine, ou géographiques. Les membres de l’OMC doivent empêcher l’utilisation trompeuse ou déloyale d'indications relatives à l’origine des biens et produit. L’ADPIC prévoit également des dispositions additionnelles spécifiques de protection des indications géographiques centrées sur les vins et les spiritueux, indépendamment des questions d'utilisations trompeuse ou déloyale,.

### Savoirs traditionnels, biodiversité et brevetabilité
L'Article 27:3 b) de l'ADPIC traite de la brevetabilité ou de la non-brevetabilité des inventions impliquant le vivant (animaux et végétaux en particulier), mais aussi de la protection des savoirs traditionnels et du folklore, ainsi que de la question des droits de propriété intellectuelle et de protection des variétés végétales. Le réexamen de cet article, ainsi que de la relation entre l’ADPIC et la Convention de Rio sur la diversité biologique, est prévu à la reprise des négociations. Il y est dit également que dans la réalisation de ces travaux, le Conseil des ADPIC doit être guidé par les objectifs (article 7) et les principes (article 8) de l’Accord sur les ADPIC, et qu’il devra tenir pleinement compte des questions relatives au développement.